# Diecezja Cairns
Diecezja Cairns (łac. Diœcesis Cairnensis) – diecezja Kościoła rzymskokatolickiego w metropolii Brisbane. Powstała w 1877 jako wikariat apostolski Queensland. W 1887 nazwa wikariatu została zmieniona na Cooktown. 8 lipca 1941 roku została erygowana jako diecezja.

## Główne świątynie
- Katedra: Katedra św. Moniki w Cairns

## Biskupi

### Wikariusze apostolscy Queensland/Cooktown
- John Cani (1877–1882)
- Paolo Fortini (1882–1884)
- John Hutchinson OESA (1884–1897)
- James Murray OESA (1898–1914)
- John Heavey OESA (1914–1941)

### Biskupi diecezjalni Cairns
- John Heavey OESA (1941–1948)
- Thomas Cahill (1948–1967)
- John Torpie (1967–1985)
- John Bathersby (1986–1991)
- James Foley (1992–2022)
- Joseph Caddy (2024–nadal)